# Anopheles diluvialis
Anopheles diluvialis är en tvåvingeart som beskrevs av Bianca L. Reinert 1997. Anopheles diluvialis ingår i släktet Anopheles och familjen stickmyggor. Inga underarter finns listade i Catalogue of Life.